# Выборы в Европейский парламент на Мальте (2014)
Выборы в Европейский парламент на Мальте прошли 24 мая 2014 года. Они стали 3 выборами мальтийской делегации в Европарламент. В декабре 2011 года делегация от Мальты была увеличена с 5 до 6 депутатов.

## Результаты
| Партия                                       | Партия                              | Европейская партия                  | Лидер партии                        | Голоса  | %      | +/–     | Места | +/–  |
| -------------------------------------------- | ----------------------------------- | ----------------------------------- | ----------------------------------- | ------- | ------ | ------- | ----- | ---- |
|                                              | Лейбористская партия (MLP)          | Партия европейских социалистов      | Джозеф Мускат                       | 134 462 | 53,39  | -1,38 ▼ | 3     | -1 ▼ |
|                                              | Националистическая партия (PN)      | Европейская народная партия         | Лоренс Гонци                        | 100 785 | 40,02  | -0,47 ▼ | 3     | +1 ▲ |
|                                              | Демократическая альтернатива (AD)   | Европейская партия зелёных          | Арнольд Кассола                     | 7 418   | 2,95   | —       | 0     | —    |
| Действительных бюллетеней                    | Действительных бюллетеней           | Действительных бюллетеней           | Действительных бюллетеней           | 251 851 | 97,77  |         |       |      |
| Недействительных/пустых бюллетеней           | Недействительных/пустых бюллетеней  | Недействительных/пустых бюллетеней  | Недействительных/пустых бюллетеней  | 5 737   | 2,23   |         |       |      |
| Всего                                        | Всего                               | Всего                               | Всего                               | 344 356 | 100,00 | —       | 6     | —    |
| Зарегистрированных избирателей/Явка          | Зарегистрированных избирателей/Явка | Зарегистрированных избирателей/Явка | Зарегистрированных избирателей/Явка | 257 588 | 74,81  | —       |       |      |
| Источник: maltadata.com (недоступная ссылка) |                                     |                                     |                                     |         |        |         |       |      |